# آزمایش فکری

گربه شرودینگر مثالی مشهور از یک آزمایش ذهنی است.

آزمایش فکری طرحی است که بدون نیاز به آزمون مستقیم، برای آزمایش یک فرضیه یا نظریه ارائه می‌شود. هدف آزمایش فکری این است که بدون نیاز به آزمایش مستقیم نتایج بالقوهٔ یک نظریه کشف شود یا احیاناً تناقض درونی آن نشان داده شود. این آزمایش‌ها هم در علوم طبیعی و هم در علوم انسانی و هم حوزه‌هایی چون اخلاق کاربرد دارند. میزان مقبولیت این آزمایش‌ها در رد و قبول فرضیه‌ها یا نظریه‌ها یکی از مسائل مورد بحث در حوزهٔ فلسفهٔ علم بوده‌است.